# 鄭一統
鄭一統（1509年—1542年），字朝慶，號碧河，廣東揭陽縣仙橋籃兜村人，明朝政治人物，进士出身。

## 生平
廣東鄉試第三十名舉人。嘉靖十四年（1535年）中式乙未科會試第八十八名，登第二甲第六十一名進士。改庶吉士，送翰林院读书。十六年正月任翰林院編修。

## 家族
曾祖鄭克永；祖父鄭宜賑；父鄭陽春，母劉氏。具庆下。弟一緒、一統、一缉。